# 乐会润楠
乐会润楠（学名：Machilus lohuiensis）为樟科润楠属下的一个种。